# Honda Mobilio
Mobilio é automóvel mini SUV da Honda. O Mobilio Spike foi lançado no Japão em 19 de setembro de 2002 e é o terceiro modelo Honda nas Pequenas Max série. Uma das características do Mobilio Spike é o grande espaço. Junto com a carga espaçosa, há duas portas de correr, um de cada lado do veículo. O Mobilio Spike 1.5L VTEC possui um motor de grande potência, que consome pouco combustível.